# Останній будинок ліворуч
«Останній будинок ліворуч» (англ. The Last House on the Left) — американський фільм жахів 1972 року. Перший фільм режисера Веса Крейвена.

## Сюжет
Мері Коллінгвуд виповнюється сімнадцять років, і вона разом зі своєю подружкою Філлісс вирушає на концерт. По радіо вони чують, що з в'язниці втік хуліган Круг Стілло зі своїми друзями. Після концерту їх підвозять автостопом четверо молодих людей. Ними виявляються Круг, його син Джуніор, напханий наркотиками, хлопець на ім'я Вісел і жінка Седі. Дівчатка вирішують покурити трохи «травички» і сходити в нічний клуб. Син Круга приводить їх до хлопців, які ґвалтують Філлісс. Наступного дня банда садить дівчат в машину і вирушає покататися. Потім дівчаток ще раз жорстоко ґвалтують і вбивають.
Пізніше банда просить батьків Мері прихистити їх на ніч, не підозрюючи, що це батьки однієї з жертв. Після вечері місіс Коллингвуд бачить, що Седі носить намисто, яке належало Мері. Після цього батьки використовують свої психічні можливості, щоб визначити, що тіло їхньої доньки знаходиться біля озера. Вони вирушають туди, знаходять тіло Мері і приносять його в будинок. У той час як місцева поліція заплуталася і зізналася у своїй безпорадності, батьки одного за іншим вбивають членів банди. Жодному мерзотникові не вдалося сховатися і правосуддя здійснилося.

## У ролях
| Актор             | Роль                   |
| ----------------- | ---------------------- |
| Сандра Пібаді     | Мері Коллінгвуд        |
| Люсі Грентем      | Філліс Стоун           |
| Девід Хесс        | Круг Стілло            |
| Фред Дж. Лінкольн | Фред «Вісел» Подовскі  |
| Джеремі Рейн      | Седі                   |
| Марк Шеффлер      | Джуніор Стілло         |
| Річард Тауерс     | доктор Джон Коллінгвуд |
| Сінтія Карр       | Естель Коллінгвуд      |
| Ада Вашингтон     | Ада, водій вантажівки  |
| Маршалл Анкер     | шериф                  |
| Мартін Коув       | заступник              |
| Рей Едвардс       | листоноша              |